# Shanbei

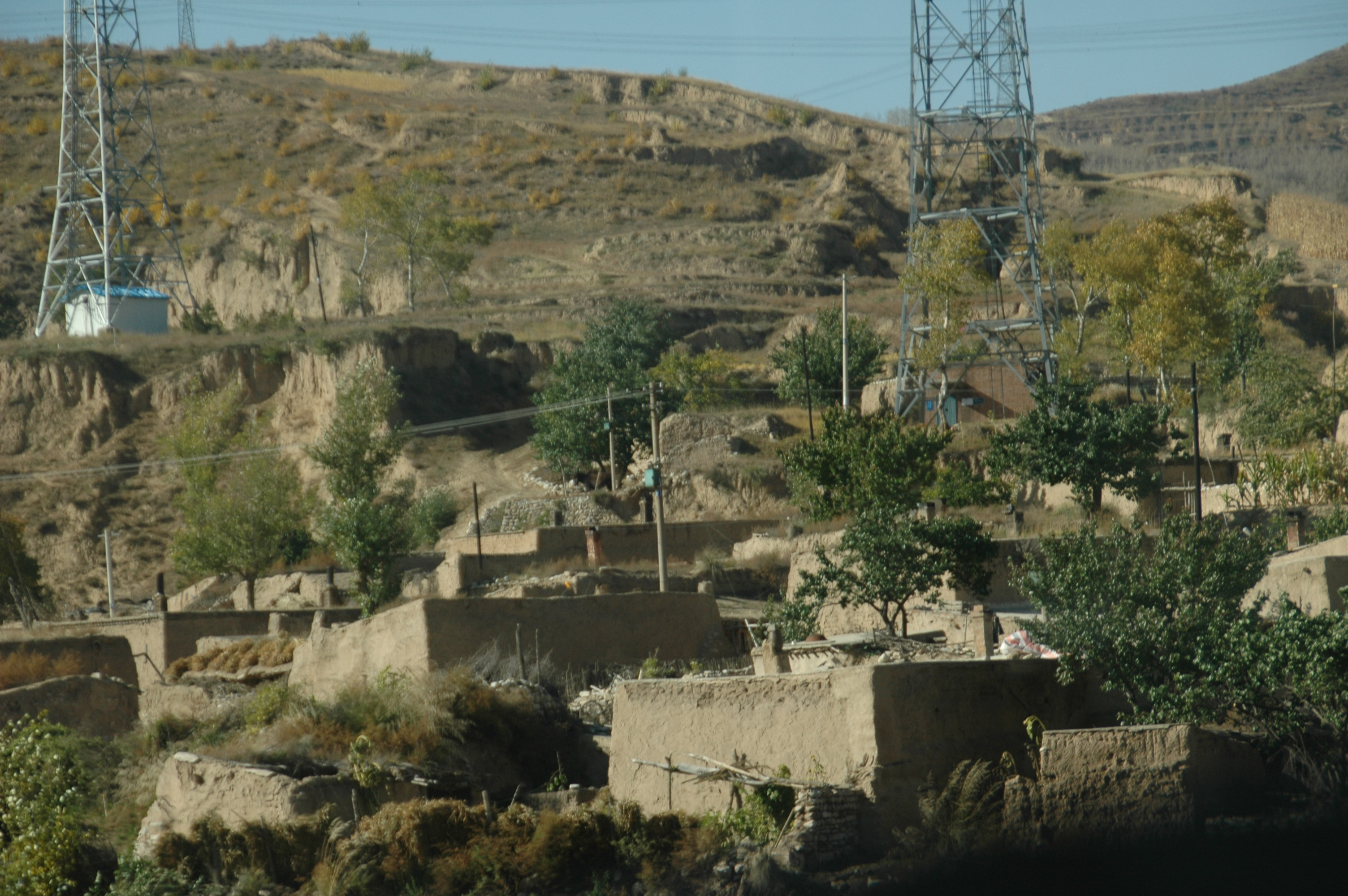
Habitations et cultures de la région

Le Shanbei (chinois simplifié : 陕北 ; chinois traditionnel : 陝北 ; pinyin : shǎnběi ; litt. « (culture du) Nord du Shaanxi ») est une aire culturelle de Chine, située sur le plateau de Lœss. Son nom est par opposition à celle du sud de la province (陕南, shǎnnán) située en dehors du plateau. C'est une région paysanne, pratiquant l'agriculture en terrasses, et l'élevage de chèvres. Elle est classée en Chine dans les cultures du Xibei (西北, xīběi, « Nord-Ouest »).
Elle comporte notamment un célèbre répertoire de chansons folkloriques spécifiques appelés Chants folkloriques du Shanbei (zh) (陕北民歌), dont est issu le célèbre opéra « L'Orient est rouge » (东方红).
C'est un important berceau de la civilisation chinoise, et on y trouve encore le mausolée de l'empereur Jaune (黄帝陵, Huángdì líng, Huángdì, 2698 av. J.C – 2597 av. J.C）.

## Répertoire de chansons
- « L'Orient est rouge » (《东方红》) ;
- 《信天游 (zh)》 ;
- 《山丹丹开花红艳艳》
- 《绣金匾》
- 《送情郎》
- 《走西口 (zh)》 ;
- 《蓝花花 (zh)》 ;
- 《三十里铺》
- 《挂红灯》